# Gąsówka brudnofioletowa

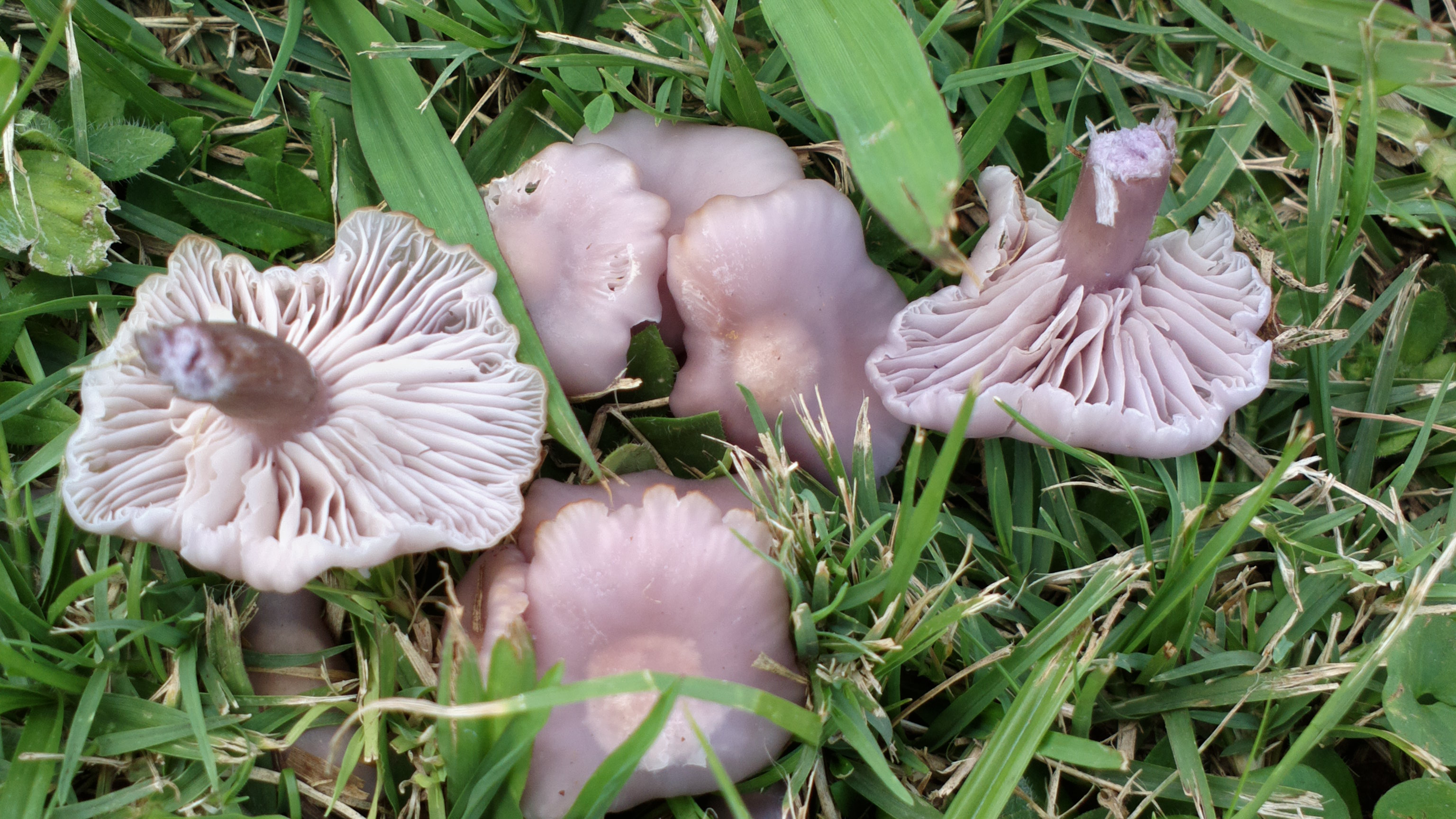

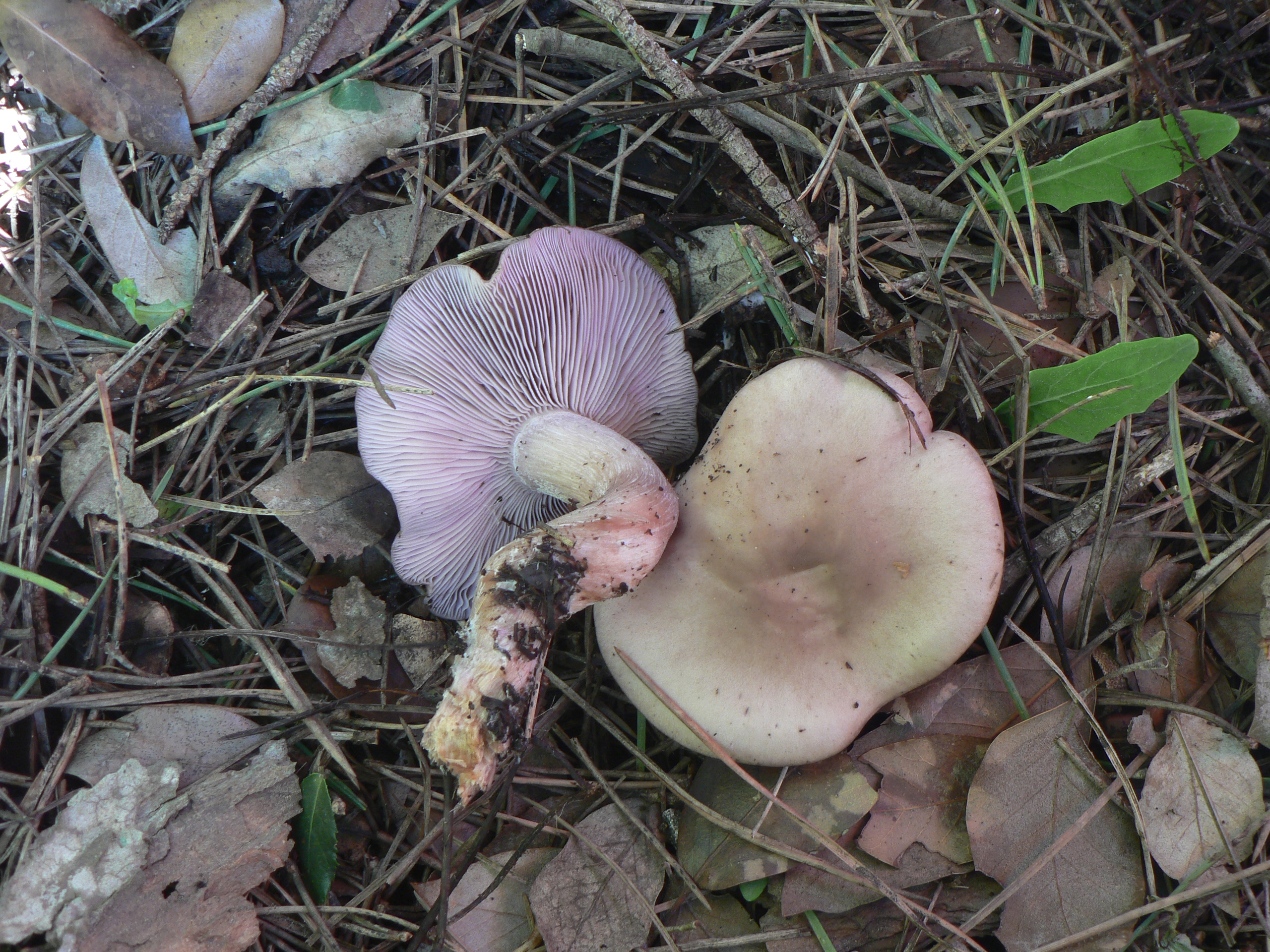

Gąsówka brudnofioletowa (Lepista sordida (Schumach.) Singer) – gatunek grzybów należący do rzędu pieczarkowców (Agaricales).

## Systematyka i nazewnictwo
Pozycja w klasyfikacji według Index Fungorum: Lepista, Incertae sedis, Agaricales, Agaricomycetidae, Agaricomycetes, Agaricomycotina, Basidiomycota, Fungi.
Po raz pierwszy takson ten opisał w 1803 r. przez Heinrich Christian Friedrich Schumacher jako Agaricus sordidus, do rodzaju Lepista przeniósł go Rolf Singer w 1951 r. Synonimów nazwy naukowej ma ponad 20. Niektóre z nich:

- Agaricus sordidus Schumach. 1803
- Gyrophila sordida (Schumach.) Quél. 1886
- Lepista nuda var. sordida (Schumach.) Maire 1916
- Melanoleuca sordida (Schumach.) Murrill 1914
- Rhodopaxillus sordidus (Schumach.) Maire 1913
- Tricholoma sordidum (Schumach.) P. Kumm. 1871

Nazwę polską nadał Władysław Wojewoda w 2003 r. W polskim piśmiennictwie mykologicznym gatunek ten opisywany był też jako gąska brudna i gąsówka brudna.

## Morfologia
Kapelusz
Średnicy 4–7 cm, za młodu łukowaty, później rozłożony z wypukłym garbem, na koniec wklęsły. Brzeg cienki, pofalowany. Jest higrofaniczny; podczas wilgotnej pogody staje się błyszczący, ale nieśliski, podczas suchej matowy. Powierzchnia barwy od białawo różowawej do brązowawej lub mięsno czerwonej.
Blaszki
Gęste, przy trzonie łukowato przyrośnięte lub nieco wykrojone. Mają barwę od jasnoróżowofioletowej do brudnobrzowej.
Trzon
Wysokość 3–6 cm, grubość 4–8 cm, cylindryczny, pełny, sprężysty, czasami bywa ekscentryczny. Powierzchnia włóknista, u młodych owocników jasnosiworóżowofioletowa, u starszych bladobrudnobrązowa.
Miąższ
Wodnisty, cienki, o barwie od białawej do siwo różowofioletowej, po ususzeniu staje się niemal biały. Zapachu brak, smak nieco ziemisty, bardzo słaby.
Wysyp zarodników
Kremowobiały lub jasnoróżowy. Zarodniki elipsoidalne, pokryte drobnymi kolcami. Mają rozmiar 6–9 przez 4–5 μm
Gatunki podobne
Podobna jest gąsówka fioletowawa (Lepista nuda), ale jest dużo większa i bardziej fioletowa.

## Występowanie i siedlisko
Gąsówka brudnofioletowa występuje w Ameryce Północnej i Środkowej, Europie, Australii oraz Azji. W tej ostatniej podano jej występowanie tylko w Japonii, Korei i Tajwanie. Potwierdzono występowanie tego gatunku także w Ameryce Południowej.
Rośnie głównie na terenach otwartych: na ziemi, często wśród mchów, na łąkach, pastwiskach i ogrodach, przy ścieżkach i na kompoście. Owocniki wytwarza od lipca do października.

## Znaczenie
Saprotrof. Jest grzybem jadalnym, jednak fioletowawa barwa odstrasza zazwyczaj grzybiarzy od zbierania gąsówek o tym zabarwieniu.
Gąsówka brudnofioletowa może być przydatna w leczeniu białaczki. Wytwarza bowiem dwa diterpeny, które indukują różnicowanie ludzkich komórek białaczkowych.